# 達羅瓦鄉
45°38′17″N 21°46′00″E / 45.63806°N 21.76667°E
達羅瓦鄉（羅馬尼亞語：Comuna Darova, Timiș），是羅馬尼亞的鄉份，位於該國西部，由蒂米什縣負責管轄，面積105平方公里，海拔高度163米，2002年人口2,995，人口密度每平方公里29人。